# Vieno Simonen
Vieno Simonen, född 27 december 1898 i Peräseinäjoki, död 20 juni 1994 i Pyhäselkä, var en finländsk politiker. 
Simonen var representant för Agrarförbundet i Finlands riksdag 1948–1961. Hon var andra socialminister i Urho Kekkonens regering 1953 och i Ralf Törngrens regering 1954, andra lantbruksminister i Karl-August Fagerholms regering 1956–1957 och socialminister i V.J. Sukselainens och Martti Miettunens regeringar 1959–1962. Hon var ordförande för Marttaliitto, den finska grenen av martharörelsen, 1953–1969. 

## Utmärkelser
- Frihetskorsets förtjänstmedalj av 2. klass[2]
- Kommendörstecknet av Finlands Lejons orden[3]

[Redigera Wikidata]